# 李妮
李妮（1970年—，英文名），在1994年香港亚洲电视举办的亞洲小姐中获得冠軍。獲選後曾於亚洲电视的的《新包青天·英雄本色》、《我和春天有个约会》、《亲子情未了》、《有求必应》、《8号巴士站站情》、《暴风型警》等几个电视连续剧中出演小角色。現為博愛醫院永遠顧問、港島聯常務副理事長。

## 馬主生涯
由2016-2017馬季開始，李妮開始在香港賽馬會成為馬主，與丈夫陳國泰（Marc Chan）合夥先後擁有馬匹「洪荒駿駒」、「皇者芯聲」、「皇者峰範」（在法国服役時名稱為「登頂峰」）、「莎皇者」、「皇者精芯」、「皇者烽火」、「紫荊綻放」、「紫荊歡呼」、「紫荊拼搏」、「紫荊盛勢」、L108。
此外，李妮亦與譚兆鈞、周莉莉、葉漢森、溫金鳳組成馬主團體「皇團體」，擁有名下馬匹「好甜橙」、「紫荊動力」（在英国服役時名稱為「量子擊」），亦是「好酒好菜團體」（名下馬包括「神之水滴」、「金榜之星」、「開心菓」）的成員。